# Séries de divisions de la Ligue nationale de baseball 2013

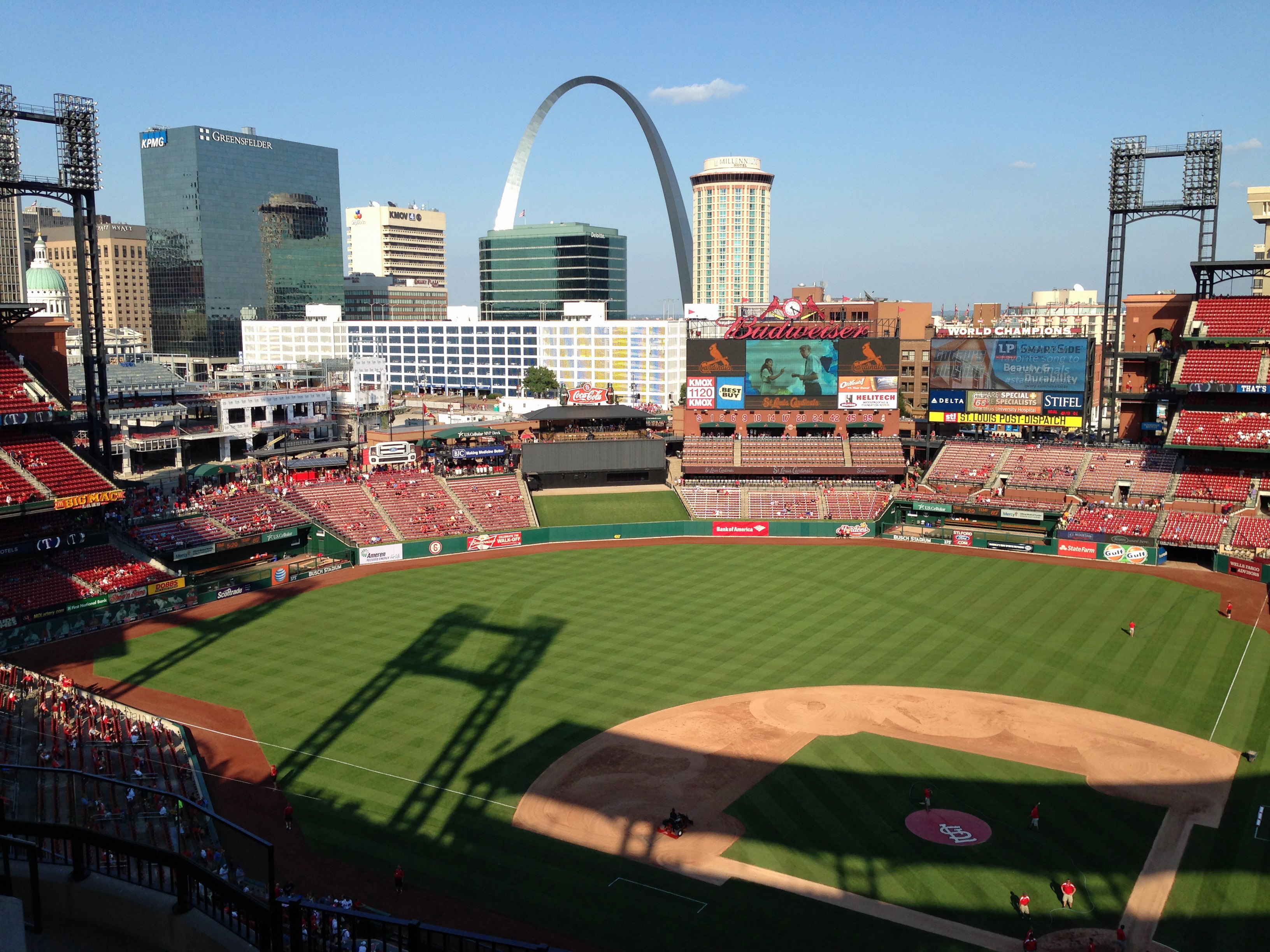
Les Séries de division de la Ligue nationale débutent le 3 octobre au Busch Stadium de Saint-Louis.

Les Séries de divisions de la Ligue nationale de baseball 2013 sont deux séries éliminatoires dans les Ligues majeures de baseball. Elles sont disputées du 3 au 8 octobre 2013.
Ces deux Séries de divisions mettent aux prises 4 clubs, soit les champions des trois divisions (Est, Centrale et Ouest) de la Ligue nationale, ainsi qu'un des deux clubs qualifiés comme meilleurs deuxièmes. 
Ces séries éliminatoires impliquant 4 équipes sont jouées au meilleur de 5 parties et permettent aux Dodgers de Los Angeles et aux Cardinals de Saint-Louis de se qualifier pour la Série de championnat 2013 de la Ligue nationale de baseball, un affrontement qui précède la Série mondiale 2013, en éliminant respectivement les Braves d'Atlanta et les Pirates de Pittsburgh.

## Avantage du terrain
En 2013, l'avantage du terrain pour chaque Série de division est accordé au club ayant conservé la meilleure fiche victoires-défaites en saison régulière. Ce club dispute les deux premiers matchs sur son terrain ainsi que la 5e et ultime partie si elle s'avère nécessaire. En revanche, le club avec la moins bonne fiche victoires-défaites est l'hôte des 3e et 4e affrontements. 
Les Séries de division reviennent donc à la situation qui prévalait de 1998 à 2011. En 2012, ce format « 2-2-1 » était exceptionnellement passé, pour un an, à un format « 2-3 » : l'équipe avec la meilleure fiche en saison régulière amorçait donc la série sur la route.

## Cardinals de Saint-Louis vs Pirates de Pittsburgh
Les Cardinals de Saint-Louis possèdent en 2013 la meilleure fiche victoires-défaites de la Ligue nationale en saison régulière, ainsi que la meilleure du baseball majeur à égalité avec les Red Sox de Boston de la Ligue américaine. Le club de Saint-Louis remporte 97 victoires contre 65 défaites, soit 9 matchs gagnés de plus qu'en 2012. Ils décrochent le championnat de la division Centrale de leur ligue avec 3 matchs d'avance sur les Pirates de Pittsburgh. Pour les Cardinals, il s'agit d'une troisième présence en éliminatoires en trois saisons et d'un premier titre de division depuis 2009.
En 2013, les Pirates de Pittsburgh mettent fin à la pire séquence du sport professionnel nord-américain : après 20 années perdantes, ils remportent finalement plus de matchs qu'ils n'en perdent en saison régulière. Avec 94 succès contre 68 défaites, les Pirates connaissent leur meilleure campagne depuis 1992, année de leur dernière fiche gagnante et dernière participation aux éliminatoires. Pittsburgh se qualifie comme meilleur deuxième en prenant le second rang de la division Centrale de la Ligue nationale, 3 matchs derrière les Cardinals de Saint-Louis. Le 1er octobre, en ouverture des éliminatoires, les Pirates renversent les Reds de Cincinnati par le score de 6-2 dans le match de meilleur deuxième de la Ligue nationale, éliminant ces derniers et passant en Série de divisions. 
C'est la toute première fois que Saint-Louis et Pittsburgh se rencontrent en éliminatoires. Durant la saison régulière 2013, un total de 19 parties ont été disputées entre les deux clubs, les Pirates en remportant 10. Les Cardinals ont cependant balayé les 3 matchs joués à Saint-Louis contre les Pirates du 6 au 8 septembre 2013, marquant 26 points contre 10,.

### Calendrier des rencontres
| Match | Date      | Visiteur                 | Hôte                     | Score |
| ----- | --------- | ------------------------ | ------------------------ | ----- |
| 1     | 3 octobre | Pirates de Pittsburgh    | Cardinals de Saint-Louis | 1 - 9 |
| 2     | 4 octobre | Pirates de Pittsburgh    | Cardinals de Saint-Louis | 7 - 1 |
| 3     | 6 octobre | Cardinals de Saint-Louis | Pirates de Pittsburgh    | 3 - 5 |
| 4     | 7 octobre | Cardinals de Saint-Louis | Pirates de Pittsburgh    | 2 - 1 |
| 5     | 9 octobre | Pirates de Pittsburgh    | Cardinals de Saint-Louis | 1 - 6 |

### Match 1
Jeudi 3 octobre 2013 au Busch Stadium, Saint-Louis, Missouri.
| Pirates de Pittsburgh | 0 | 0 | 0 | 0 | 1 | 0 | 0 | 0 | 0 | 1 | 4  | 3 |
| Cardinals de Saint-Louis | 0 | 0 | 7 | 0 | 1 | 1 | 0 | 0 | X | 9 | 10 | 0 |
| Lanceurs partants : PIT : A. J. Burnett STL : Adam Wainwright Vic. : Adam Wainwright (1-0) Déf. : A. J. Burnett (0-1) HRs : PIT : Pedro Alvarez (1) STL : Carlos Beltrán (1) |   |   |   |   |   |   |   |   |   |   |    |   |

Les Cardinals marquent 7 points en 3e manche contre A. J. Burnett. Le lanceur partant des Pirates effectue 37 lancers dans cette manche et ne parvient pas à enregistrer un seul retrait. Les choses débutent avec un but-sur-balles accordé au lanceur adverse, Adam Wainwright. Puis Matt Carpenter réussit un simple et Carlos Beltrán claque un circuit de trois points. Il s'agit du 15e circuit en carrière de Beltrán dans les séries éliminatoires. Avec maintenant les sentiers déserts, les choses vont de mal en pis pour Burnett, qui est victime d'un double de Matt Holliday,  atteint Matt Adams, accorde des buts-sur-balles à Yadier Molina et Jon Jay, ce dernier poussant Holliday au marbre pour un 4e point, avant qu'un coup sûr de David Freese doublé d'une erreur du voltigeur de droite des Pirates Marlon Byrd fassent marquer 3 autres points. Pedro Alvarez marque et produit à la 5e reprise l'unique point de Pittsburgh, vaincu 9-1 en ouverture de la série.

### Match 2
Vendredi 4 octobre 2013 au Busch Stadium, Saint-Louis, Missouri.
| Pirates de Pittsburgh | 0 | 1 | 2 | 0 | 2 | 0 | 1 | 1 | 0 | 7 | 10 | 0 |
| Cardinals de Saint-Louis | 0 | 0 | 0 | 0 | 1 | 0 | 0 | 0 | 0 | 1 | 4  | 1 |
| Lanceurs partants : PIT : Gerrit Cole STL : Lance Lynn Vic. : Gerrit Cole (1-0) Déf. : Lance Lynn (0-1) HRs : PIT : Pedro Alvarez (2), Starling Marte (1) STL : Yadier Molina (1) |   |   |   |   |   |   |   |   |   |   |    |   |

À son premier match en séries éliminatoires, la recrue Gerrit Cole ne donne qu'un point et deux coups sûrs aux Cardinals en 6 manches au monticule. Il produit le premier point des Pirates avec un simple aux dépens de Lance Lynn en 2e manche. Pedro Alvarez frappe son second circuit en deux matchs, une claque de deux points à la 3e reprise et Russell Martin produit également deux points pour Pittsburgh.

### Match 3
Dimanche 6 octobre 2013 au PNC Park, Pittsburgh, Pennsylvanie.
| Cardinals de Saint-Louis | 0 | 0 | 0 | 0 | 2 | 0 | 0 | 1 | 0 | 3 | 7 | 1 |
| Pirates de Pittsburgh | 2 | 0 | 0 | 0 | 0 | 1 | 0 | 2 | X | 5 | 8 | 0 |
| Lanceurs partants : STL : Joe Kelly PIT : Francisco Liriano Vic. : Mark Melancon (1-0) Déf. : Carlos Martínez (0-1) Sauv. : Jason Grilli (1) HRs : STL : Carlos Beltrán (2) |   |   |   |   |   |   |   |   |   |   |   |   |

Les Pirates prennent les devants en première manche sur un simple de Marlon Byrd qui fait marquer deux points. Saint-Louis crée l'égalité en 5e manche sur un simple de Carlos Beltrán qui pousse deux coéquipiers au marbre. La fin de la 6e s'amorce sur un but-sur-balles à Andrew McCutchen pour Pittsburgh. Il est poussé au troisième but par un double de Byrd contre et vient marquer le 3e point des Pirates lorsque Russell Martin, le premier Pirate à affronter le releveur Seth Maness, frappe un ballon sacrifice. Beltrán ramène tout le monde à la case départ en début de 8e lorsque Mark Melancon sabote l'avance des Pirates et donne un coup de circuit en solo. Pittsburgh l'emporte 5-3 grâce à une poussée de deux points en fin de 8e reprise : Josh Harrison est sur les buts comme coureur suppléant pour Justin Morneau. Le lanceur Carlos Martínez accorde un but-sur-balles à Marlon Byrd et est remplacé au monticule par Kevin Siegrist, qui accorde des simples à Pedro Alvarez et Russell Martin, chacun faisant marquer un coéquipier. Jason Grilli récolte le sauvetage en retirant les Cardinals à la dernière manche de jeu

### Match 4
Lundi 7 octobre 2013 au PNC Park, Pittsburgh, Pennsylvanie.
| Cardinals de Saint-Louis | 0 | 0 | 0 | 0 | 0 | 2 | 0 | 0 | 0 | 2 | 3 | 0 |
| Pirates de Pittsburgh | 0 | 0 | 0 | 0 | 0 | 0 | 0 | 1 | 0 | 1 | 1 | 0 |
| Lanceurs partants : STL : Michael Wacha PIT : Charlie Morton Vic. : Michael Wacha (1-0) Déf. : Charlie Morton (0-1) Sauv. : Trevor Rosenthal (1) HRs : STL : Matt Holliday (1) PIT : Pedro Alvarez (3) |   |   |   |   |   |   |   |   |   |   |   |   |

Les deux clubs ne frappent que quatre coups sûrs dans ce match, trois par Saint-Louis et un seul par Pittsburgh. Tous les points dans cette victoire de 2-1 des Cardinals sont le résultat de la longue balle. Le premier circuit de la série de Matt Holliday, une claque de deux points pour les Cardinals en début de 5e manche contre la lanceur Charlie Morton, fait la différence. Le partant recrue des Cardinals, Michael Wacha, n'accorde qu'un coup sûr : le 3e circuit de la série de Pedro Alvarez, réussi après un retrait en fin de 8e manche. Wacha est parfait au cours des 5 premières manches et n'accorde aucun coup sûr aux Pirates en 7 manches et un tiers lancées, avant de quitter à la suite du circuit d'Alvarez et un second but-sur-balles accordé à Russell Martin. La relève des Pirates tient l'attaque des Cards en échec après la sortie prématurée de Morton en 5e, mais celle de Saint-Louis fait de même et résiste aux tentatives de Pittsburgh d'égaler le score. La défensive vient également en aide aux vainqueurs lorsque Yadier Molina retire Josh Harrison, venu courir à la place de Martin, en tentative de vol du deuxième but en 8e reprise.

### Match 5
Mercredi 9 octobre 2013 au Busch Stadium, Saint-Louis, Missouri.
| Pirates de Pittsburgh | 0 | 0 | 0 | 0 | 0 | 0 | 1 | 0 | 0 | 1 | 8 | 1 |
| Cardinals de Saint-Louis | 0 | 2 | 0 | 0 | 0 | 1 | 0 | 3 | X | 6 | 9 | 0 |
| Lanceurs partants : PIT : Gerrit Cole STL : Adam Wainwright Vic. : Adam Wainwright (2-0) Déf. : Gerrit Cole (1-1) HRs : PIT : David Freese (1), Matt Adams (1) |   |   |   |   |   |   |   |   |   |   |   |   |

Adam Wainwright, gagnant d'un second match dans cette série, lance un match complet pour les Cardinals, n'accordant qu'un point sur 8 coups sûrs en 9 manches. Saint-Louis marque tous les points nécessaires à cette victoire en 2e manche en prenant une avance de 2-0 sur le circuit de David Freese aux dépens du lanceur Gerrit Cole. En avance 3-1, les Cards ajoutent 3 points en fin de 8e contre la relève des Pirates. Pour Pittsburgh, Pedro Alvarez fait compter un unique point. Comptant 7 points produits en éliminatoires, Alvarez établit un record des majeures en devenant le premier joueur à produire au moins un point à ses 6 premiers matchs éliminatoires en carrière.

## Braves d'Atlanta vs Dodgers de Los Angeles
Les Braves d'Atlanta amorcent leur saison 2013 sur les chapeaux de roues avec 13 victoires à leur 15 premiers matchs. Ils s'installent seuls en tête de la division Est de la Ligue nationale le 7 avril après leur sixième partie jouée et ne la quittent plus, passant les 182 derniers jours du calendrier régulier au premier rang. Ils remportent deux victoires de plus qu'en 2012, améliorant leur fiche victoires-défaites à 96-66 et passent de la seconde à la première place pour détrôner les Nationals de Washington, qu'ils laissent 10 matchs derrière. Avec leur meilleure saison depuis 2004, les Braves remportent leur premier championnat de division depuis 2005, se qualifient en éliminatoires pour la deuxième année de suite et la 3e fois en 4 ans.
À l'inverse d'Atlanta, les Dodgers de Los Angeles traversent difficilement les premières semaines du calendrier régulier. Ils présentent une fiche perdante du 1er mai au 9 juillet. Mais ils renversent la vapeur avec la meilleure séquence de 50 parties réalisée par n'importe quel club depuis 7 décennies, gagnant 42 rencontres au cours d'une période qui culmine par 10 victoires de suite le 17 août. Maintenant installés au premier rang de la division Ouest de la Ligue nationale, les Dodgers remportent leur premier titre de section et décrochent leur première place en éliminatoires depuis 2009. Ils signent leur meilleure saison depuis cette année-là et avec 92 gains contre 70 revers et terminent l'année 11 matchs devant leurs plus proches poursuivants, les Diamondbacks de l'Arizona.
Les Dodgers affrontent Atlanta en éliminatoires pour la deuxième fois et tentent de savourer une première victoire contre les Braves, vainqueurs 3 parties à zéro de la Série de divisions de 1996 entre les deux clubs. Opposés aux Dodgers 7 fois durant la saison 2013, Atlanta a eu le meilleur avec 5 succès.

### Calendrier des rencontres
| Match | Date      | Visiteur               | Hôte                   | Score  |
| ----- | --------- | ---------------------- | ---------------------- | ------ |
| 1     | 3 octobre | Dodgers de Los Angeles | Braves d'Atlanta       | 6 - 1  |
| 2     | 4 octobre | Dodgers de Los Angeles | Braves d'Atlanta       | 3 - 4  |
| 3     | 6 octobre | Braves d'Atlanta       | Dodgers de Los Angeles | 6 - 13 |
| 4     | 7 octobre | Braves d'Atlanta       | Dodgers de Los Angeles | 3 - 4  |

### Match 1
Jeudi 3 octobre 2013 au Turner Field, Atlanta, Géorgie.
| Dodgers de Los Angeles | 0 | 2 | 2 | 1 | 0 | 1 | 0 | 0 | 0 | 6 | 11 | 0 |
| Braves d'Atlanta | 0 | 0 | 0 | 1 | 0 | 0 | 0 | 0 | 0 | 1 | 5  | 0 |
| Lanceurs partants : LA : Clayton Kershaw ATL : Kris Medlen Vic. : Clayton Kershaw (1-0) Déf. : Kris Medlen (0-1) HRs : LA : Adrian Gonzalez (1) |   |   |   |   |   |   |   |   |   |   |    |   |

Les Dodgers remportent le premier match derrière leur lanceur partant étoile Clayton Kershaw, qui réussit 12 retraits sur des prises, le second plus haut total de l'histoire du club en éliminatoires derrière les 15 de Sandy Koufax en Série mondiale 1963. Los Angeles prend les devants dès la 2e manche sur un ballon sacrifice de Skip Schumaker et un double d'A. J. Ellis. Un circuit de deux points d'Adrian Gonzalez à la manche suivante porte l'avance à 4-0. Les Dodgers marquent 5 fois contre Kris Medlen, en route vers un gain facile de 6-1 pendant que Kershaw, malgré 3 buts-sur-balles accordés, limite Atlanta à un point et 3 coups sûrs en 7 manches lancées.

### Match 2
Vendredi 4 octobre 2013 au Turner Field, Atlanta, Géorgie.
| Dodgers de Los Angeles | 1 | 0 | 0 | 0 | 0 | 0 | 0 | 2 | 0 | 3 | 10 | 0 |
| Braves d'Atlanta | 0 | 1 | 0 | 1 | 0 | 0 | 2 | 0 | X | 4 | 6  | 0 |
| Lanceurs partants : LA : Zack Greinke ATL : Mike Minor Vic. : Mike Minor (1-0) Déf. : Zack Greinke (0-1) Sauv. : Craig Kimbrel (1) HRs : LA : Hanley Ramírez (1) |   |   |   |   |   |   |   |   |   |   |    |   |

Les Dodgers marquent les premiers sur un double de Hanley Ramírez qui fait compter Mark Ellis en début de première manche. Atlanta égalise le score à la 2e manche sur un double productif d'Andrelton Simmons après deux retraits. Tous les points des Braves sont d'ailleurs comptés après deux retraits : Chris Johnson en fait marquer un avec un simple contre le lanceur partant Zack Greinke en 4e et Jason Heyward en produit deux autres avec son coup sûr aux dépens de Paco Rodriguez en 7e. Heyward est précédé au bâton par Reed Johnson, à qui le manager des Dodgers, Don Mattingly, ordonne que l'on accorde un but-sur-balles intentionnel malgré le fait que Johnson soit un frappeur beaucoup moins redoutable,. La décision est d'autant plus contestée que, même si l'idée opposer un gaucher à un gaucher est commune et souvent profitable pour un lanceur, le gaucher Heyward détient une moyenne de présence sur les buts (,347) contre les lanceurs gauchers. Ces deux derniers points font la différence puisque David Carpenter, en relève au partant des Braves Mike Minor, accorde à Ramírez un circuit avec Ellis sur les sentiers en 8e, ce qui ramène le score à 4-3 pour Atlanta. Le stoppeur Craig Kimbrel, malgré deux buts-sur-balles accordés aux Dodgers, protège l'avance en effectuant les 4 derniers retraits de la partie. En 9e manche, le coureur suppléant pour Los Angeles, Dee Gordon, est retiré de justesse en tentative de vol du deuxième but, bien que le principal intéressé affirme avoir été sauf.

### Match 3
Dimanche 6 octobre 2013 au Dodger Stadium, Los Angeles, Californie.
| Braves d'Atlanta | 2 | 0 | 2 | 0 | 0 | 0 | 0 | 0 | 2 | 6  | 10 | 2 |
| Dodgers de Los Angeles | 0 | 4 | 2 | 4 | 0 | 0 | 0 | 3 | X | 13 | 14 | 0 |
| Lanceurs partants : ATL : Julio Teheran LA : Hyun-Jin Ryu Vic. : Chris Capuano (1-0) Déf. : Julio Teheran (0-1) HRs : ATL : Jason Heyward (1) LA : Carl Crawford (1), Juan Uribe (1) |   |   |   |   |   |   |   |   |   |    |    |   |

Les Dodgers égalent un record de franchise datant de la Série mondiale 1956 en comptant 13 points. Malgré une performance chancelante de leur partant Hyun-Jin Ryu, qui ne lance que 3 manches, ils malmènent le lanceur Julio Teheran des Braves, chassé après 2 manches et 2 tiers de travail. Ryu aide tout de même sa cause avec un ballon sacrifice pour le premier point de son équipe en 2e manche, et Carl Crawford suit avec un circuit de 3 points. Au cours de cette journée de 14 coups sûrs pour Los Angeles, Hanley Ramírez et Yasiel Puig en obtiennent trois chacun alors que Crawford, Adrian Gonzalez et Juan Uribe obtiennent une paire de coups sûrs, dont un circuit pour ce dernier.

### Match 4
Lundi 7 octobre 2013 au Dodger Stadium, Los Angeles, Californie.
| Braves d'Atlanta | 0 | 0 | 0 | 2 | 0 | 0 | 1 | 0 | 0 | 3 | 7  | 0 |
| Dodgers de Los Angeles | 1 | 0 | 1 | 0 | 0 | 0 | 0 | 2 | X | 4 | 11 | 2 |
| Lanceurs partants : ATL : Freddy García LA : Clayton Kershaw Vic. : Brian Wilson (1-0) Déf. : David Carpenter (0-1) Sauv. : Kenley Jansen (1) HRs: LA : Carl Crawford (2, 3), Juan Uribe (2) |   |   |   |   |   |   |   |   |   |   |    |   |

Le gérant des Dodgers, Don Mattingly, décide dans la journée d'envoyer son as lanceur Clayton Kershaw, qui n'a jamais lancé avec seulement trois jours de repos, au monticule à la place du lanceur partant prévu, Ricky Nolasco. Kershaw alloue 2 points sur 3 coups sûrs et retire 6 frappeurs sur des prises en 6 manches lancées. Pour Atlanta, le vétéran Freddy García espace bien 2 points sur 8 coups sûrs en 6 manches, mais sa faiblesse, la longue balle, le rattrape alors qu'il est victime de deux circuits en solo de Carl Crawford.  Les Braves semblent en voie de provoquer un 5e match à domicile quand un triple d'Elliot Johnson et un simple de José Constanza leur procure une avance de 3-2 en 7e manche. Mais en fin de 8e, Yasiel Puig réussit un double qui est suivi du circuit de Juan Uribe contre le releveur David Carpenter et Los Angeles l'emporte 4-3.